# Jaffe-Davids-Kanal
Der Jaffe-Davids-Kanal ist ein rund 900 Meter langer ehemals schiffbarer Stichkanal in Hamburg-Wilhelmsburg. Er wurde 1909 von der Wilhelmsburger Terraingesellschaft erbaut und nach zwei Teilhabern der Gesellschaft, Ludwig-Salomo Jaffé und dem Bankier Davids benannt. Er diente einst der Erschließung der umliegenden Gewerbegebiete, wird heute aber nicht mehr für die Transportschifffahrt genutzt. 
Der Kanal verläuft parallel zum Aßmannkanal in Nord-Süd-Richtung und war ursprünglich 36 Meter breit und 2,50 Meter tief. Er zweigt im Norden vom Ernst-August-Kanal ab und endet im Süden an der Rotenhäuser Straße. Zu den bekanntesten Industriebetrieben am Jaffe-Davids-Kanal zählten die Palmin-Werke Schlinck, die ihre Produktion hier aber bereits 1955 einstellten. Seit den 1960er Jahren wurde wiederholt erwogen, den Kanal ganz oder teilweise zuzuschütten. Heute ist er stark versandet und die Uferbereiche sind stark überwachsen, so dass die ursprüngliche Breite stellenweise kaum noch erkennbar ist. 